# اوبرکیرش (بادن)
شهر اوبرکیرش (به آلمانی: Oberkirch) در ایالت بادن-وورتمبرگ در کشور آلمان واقع شده‌است.

## نگارخانه

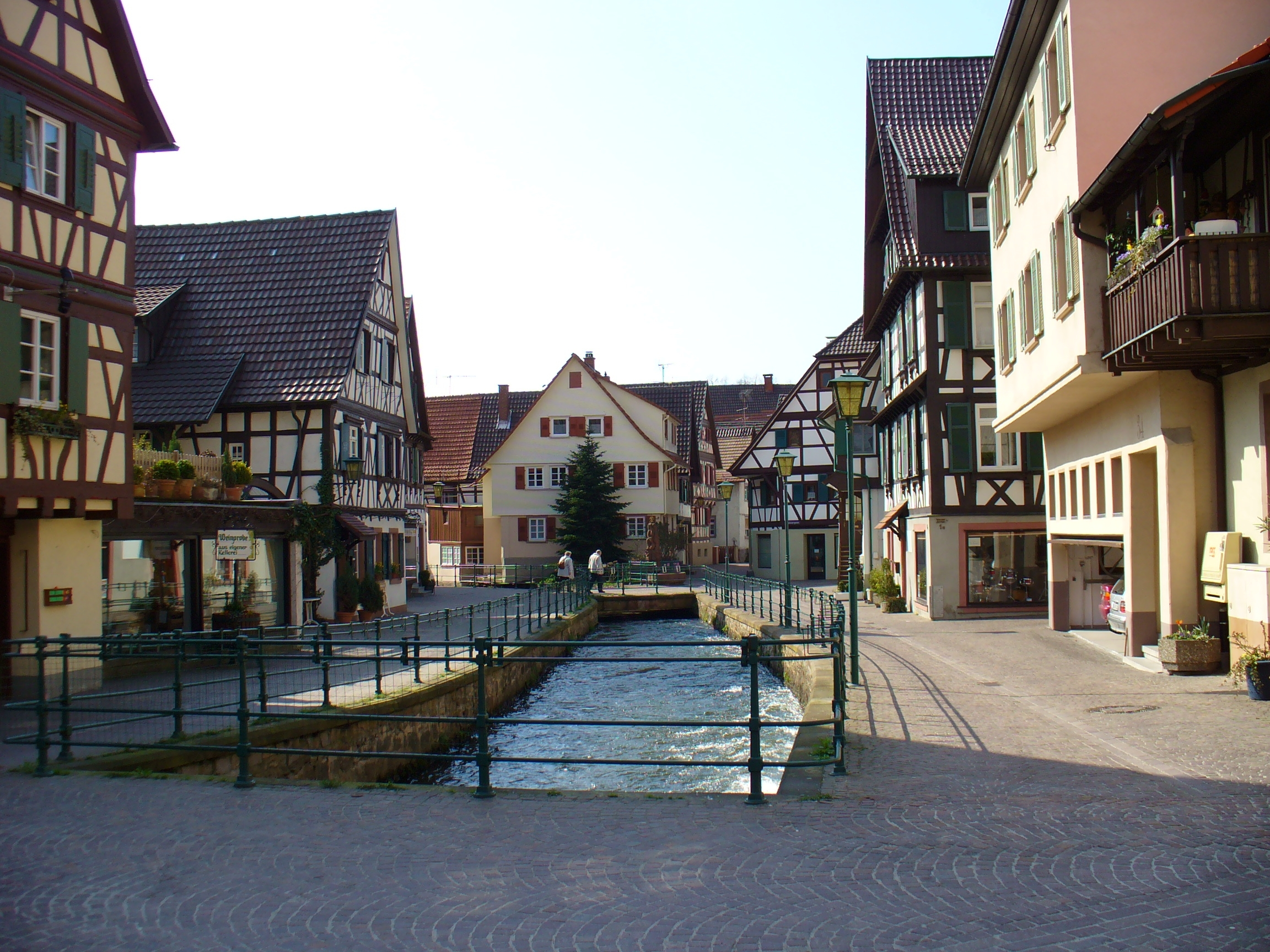
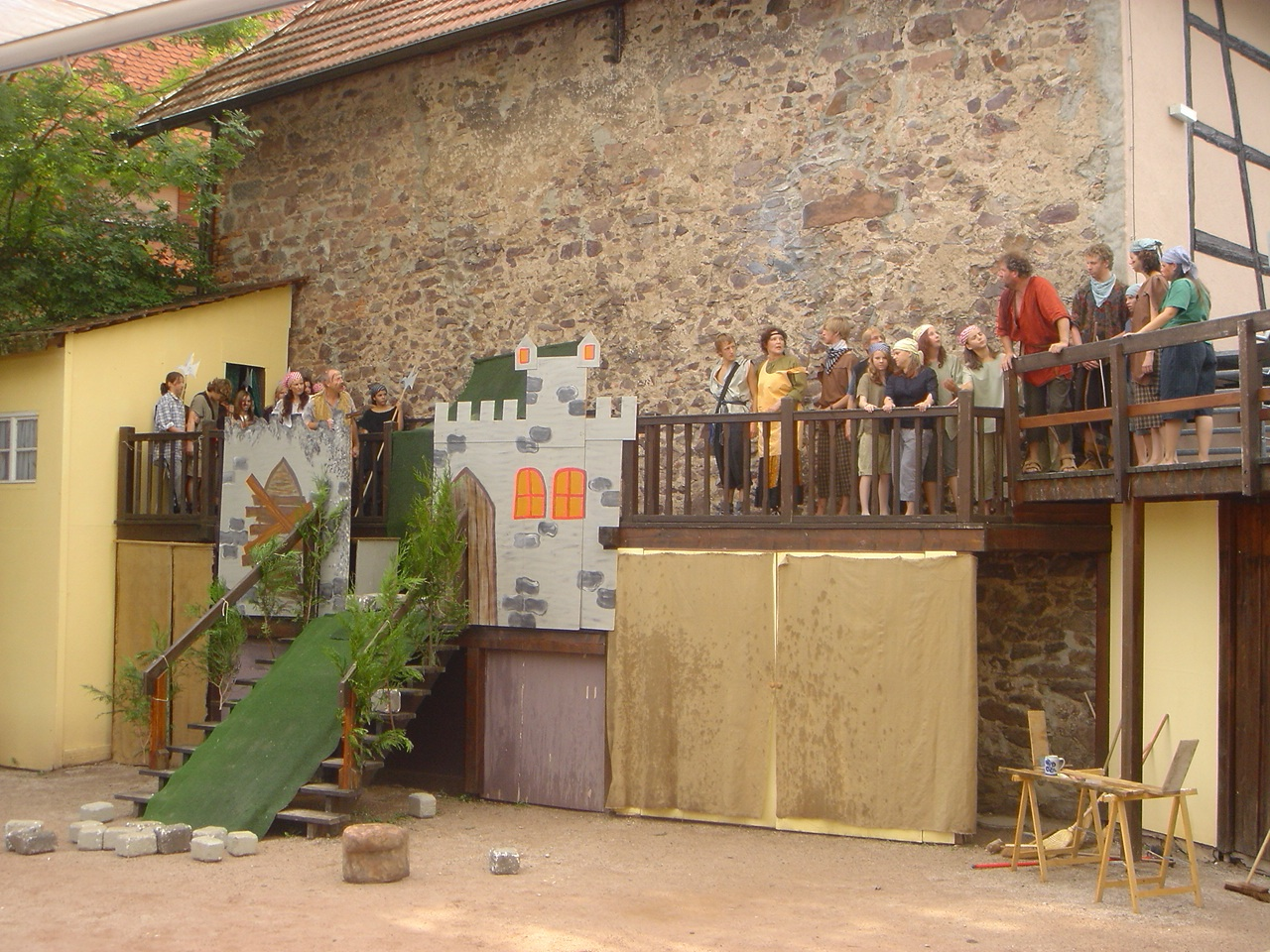